# Esplanade de la Défense (Métro Paris)
Der U-Bahnhof Esplanade de La Défense [ɛsplanad də la defɑ̃s] liegt an der Linie 1 der Pariser Métro im Viertel La Défense am Rand der Vororte Courbevoie und Puteaux. Die Station verfügt über einen Mittelbahnsteig, da sie an den Seiten durch die A 14, die ebenfalls durch einen Tunnel nach La Défense führt, stark eingeengt ist.

## Geschichte

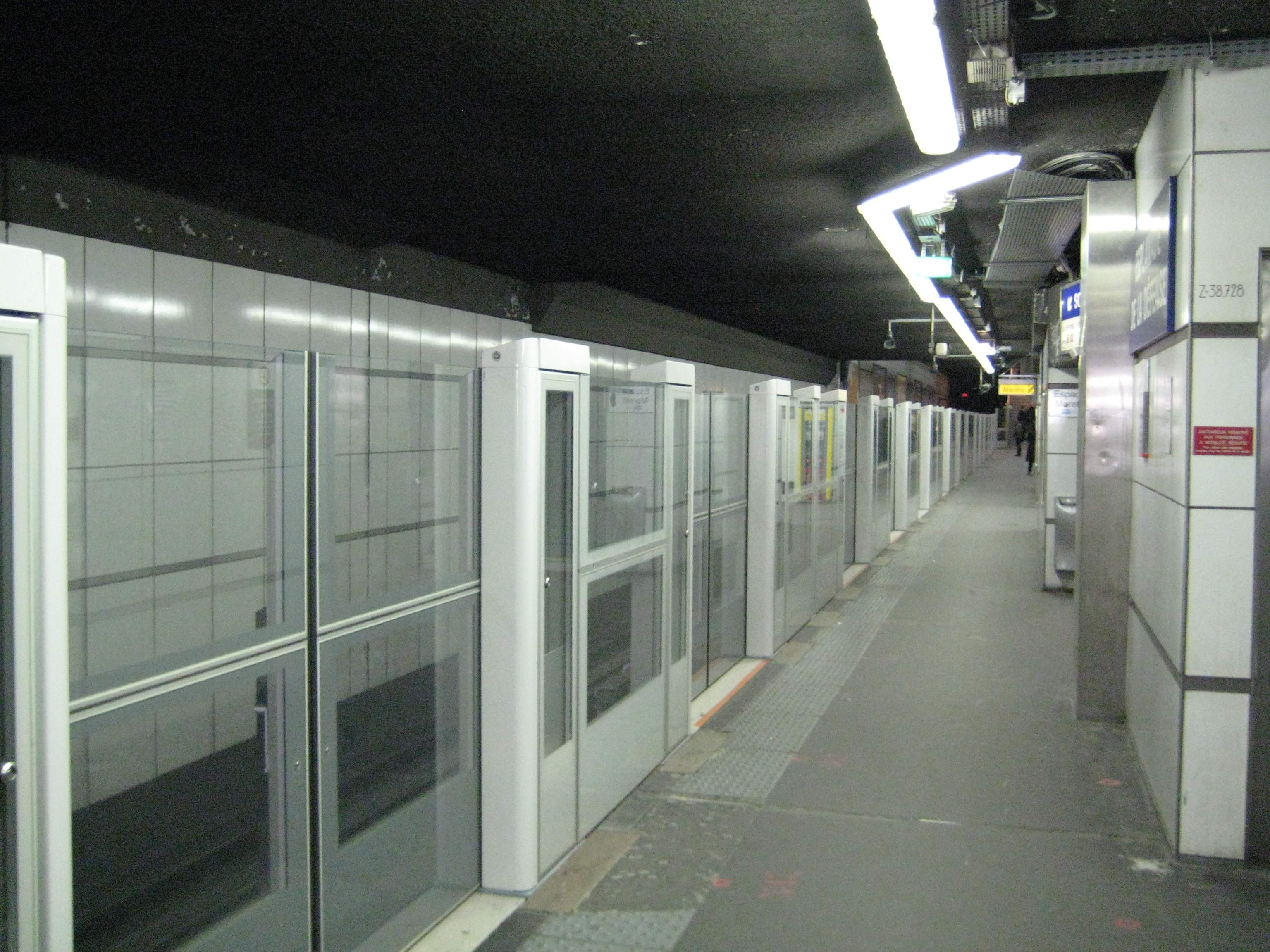
Bahnsteigtüren der Station

Die Station wurde am 1. April 1992 als Teil der westlichen Verlängerung der Linie von Pont de Neuilly nach La Défense eröffnet.
Zwischen Mai 2011 und Dezember 2012 erfolgte die Umstellung auf automatischen, fahrerlosen Betrieb mit Zügen der Baureihe MP 05. Aus diesem Grund wurden alle Stationen  der Linie 1 bereits zwischen 2009 und 2011 mit Bahnsteigtüren ausgerüstet.